# Мутаго (комуна)
Мутаго  — одна з комун провінції Гітега, у центральному Бурунді. Центр — однойменне містечко Мутаго.